# Pagno di Lapo Portigiani

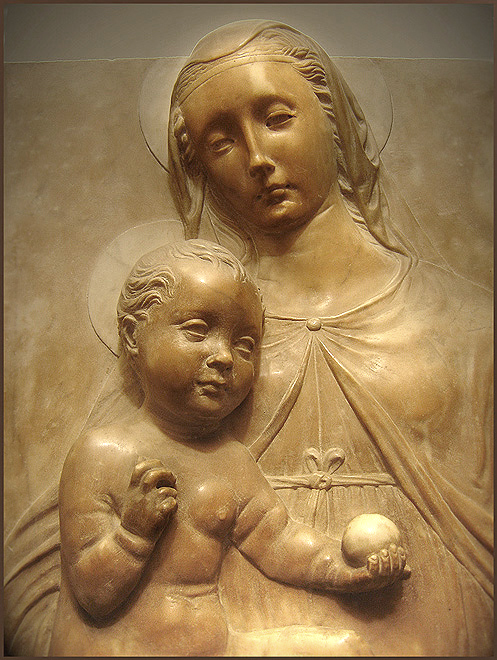
Madonna col Bambino, Museo dell'Opera del Duomo (Florence)

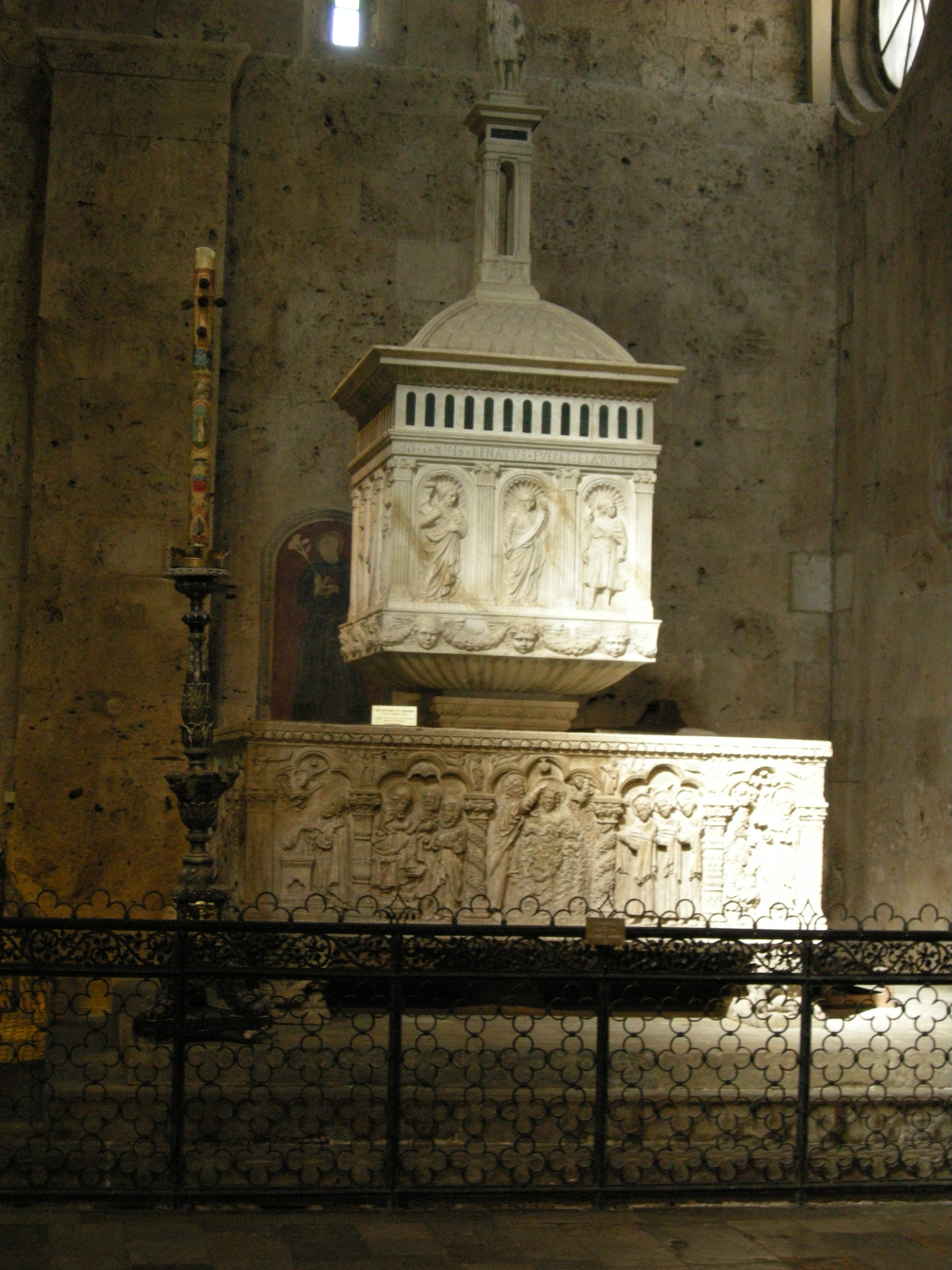
Fonts baptismaux, Duomo, Massa Marittima

Pagno di Lapo Portigiani, (Fiesole, 1408 - Florence, 1470 ?) est un sculpteur italien actif au XVe siècle.

## Biographie
Pagno di Lapo Portigiani a étudié et collaboré avec Donatello et Michelozzo à Pise (1426-1428) puis travailla avec d'autres sculpteurs à Sienne (1434, 1436), Florence (1441-1448) et Bologne (à partir de 1453).